# ヴャチェスラフ・シュポルト

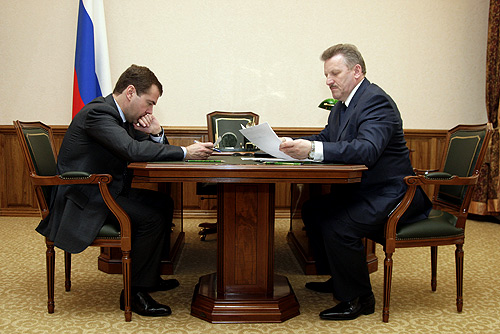
ヴャチェスラフ・シュポルト（右）とドミートリー・メドヴェージェフ大統領（2009年撮影）

ヴャチェスラフ・イワノヴィチ・シュポルト（シポルト、ロシア語: Вячеслав Иванович Шпорт、ラテン文字表記の例：Vyacheslav Ivanovich Shport、1954年6月16日 - ）は、ロシアの政治家、軍事技術者。1999年から2009年までロシア連邦議会下院国家会議議員。2009年からハバロフスク地方知事。

## 経歴・概要
コムソモリスク・ナ・アムーレ出身。航空高等専門学校を卒業し、航空機建造に関する学位を取得した。その後、スタンフォード大学から「航空機建設の強度のチタン合金の使用」に関する論文で博士号を取得した。技術科学博士号、軍事科学アカデミー教授号、大佐号を持つ。また、発明家としての一面も持ち、10件の特許を取得している。
学業を終えた後、ガガーリン名称コムソモリスク・ナ・アムーレ航空製造協会(KnAAPO)に勤務する。1973年から1975年まで、兵役に就き、極東砲兵ロケット軍に配属される。兵役終了後、1979年にKnAAPOに復帰し、副支配人、主任技師を経て、1997年技術担当支配人となる。また、この時期、コムソモリスク・ナ・アムーレ高等専門大学から航空機技師の免許を授与された。シュポルトはSu-22、Su-27、Su-35などの軍用機の開発に参加している。
1995年ロシア下院選挙に「ドゥーマ96」の地域グループ「ヴォストーク」から立候補するが、落選した。
1999年ロシア下院選挙にコムソモリスク・ナ・アムーレから立候補し当選する。下院では、「人民代議員」会派に所属し、2000年1月11日、憲法委員会副議長。1月26日、産業・建設・技術委員会副議長にそれぞれ選出される。2000年ウラジーミル・プーチン首相の与党として創設された「統一」の設立大会に参加し、党政治評議会メンバーに選出される。2000年11月22日、会派「ロシアの事業」に参加する。
2002年ロシア参謀大学高級アカデミー国防安全保障コースを修了する。2003年には法律学の学位を得た。
2003年12月7日、下院議員に再選され統一ロシアに入党する。国家会議では産業・建設・技術委員会副議長に再任。また2008年1月から2009年2月までスホーイ製造・技術開発担当取締役を務めた。2009年3月2日、ハバロフスク地方副知事（政府副議長）兼産業・運輸・コミュニケーション相となる。4月30日、大統領令によってハバロフスク地方知事に任命され、5月6日、地方議会によって知事就任が承認された。2018年9月の知事選挙では苦戦を強いられ、9月23日の決選投票では28％しか得票できず、70％の票を得た野党・ロシア自由民主党のセルゲイ・フルガル候補に完敗した。
私生活では、夫人との間に一男一女。SFを好む。